# Torrelles de Foix
Torrelles de Foix là một đô thị trong ‘‘comarca’’ Alt Penedès, Barcelona, Catalonia, Tây Ban Nha.

## Biến động dân số
| 1900  | 1930  | 1960  | 1990  | 2006  |
| ----- | ----- | ----- | ----- | ----- |
| 1.676 | 1.465 | 1.025 | 1.235 | 2.252 |

- Biến động dân số từ năm 1717 đến năm 2006